# Tulešice

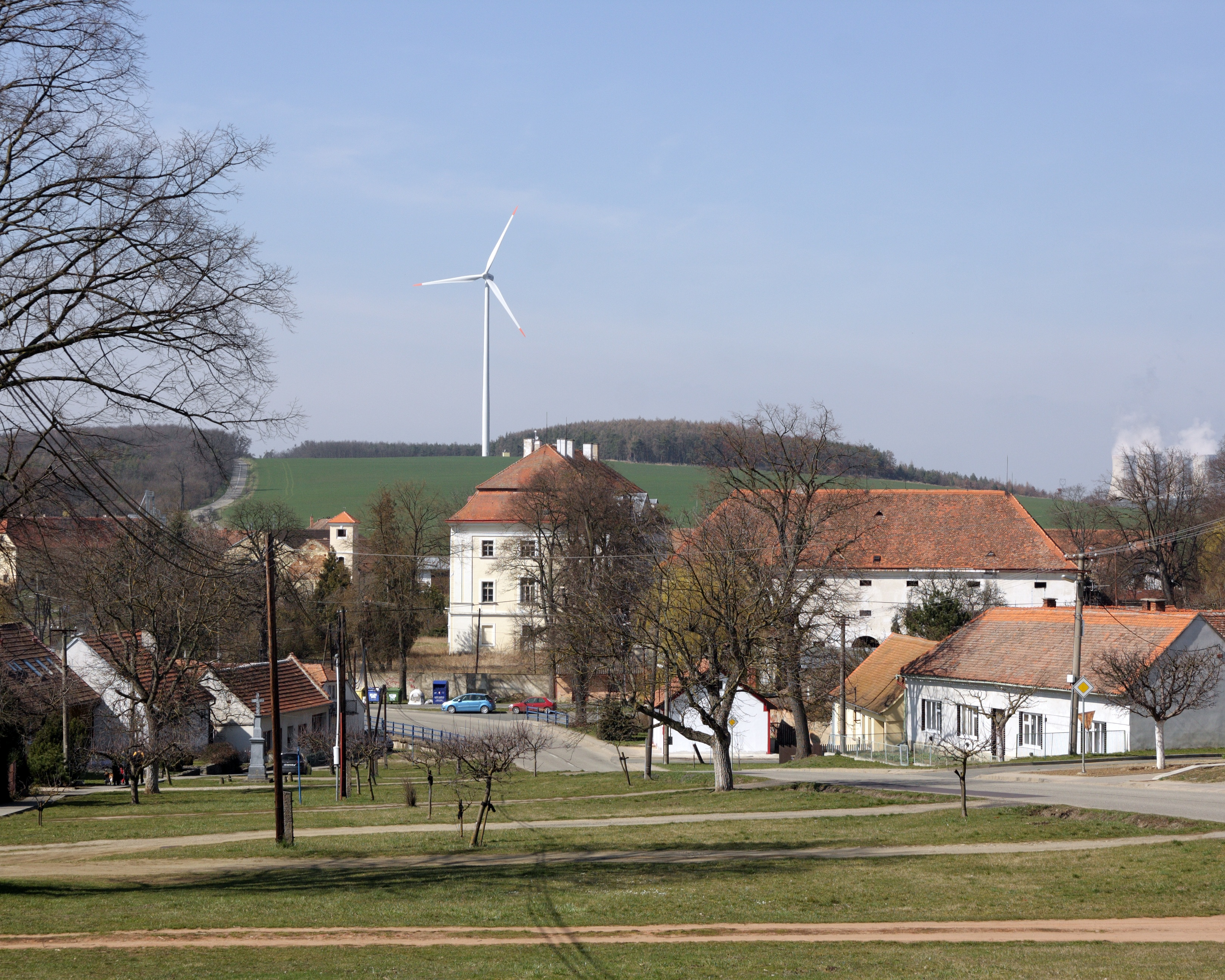
Blick von Osten auf den Dorfplatz

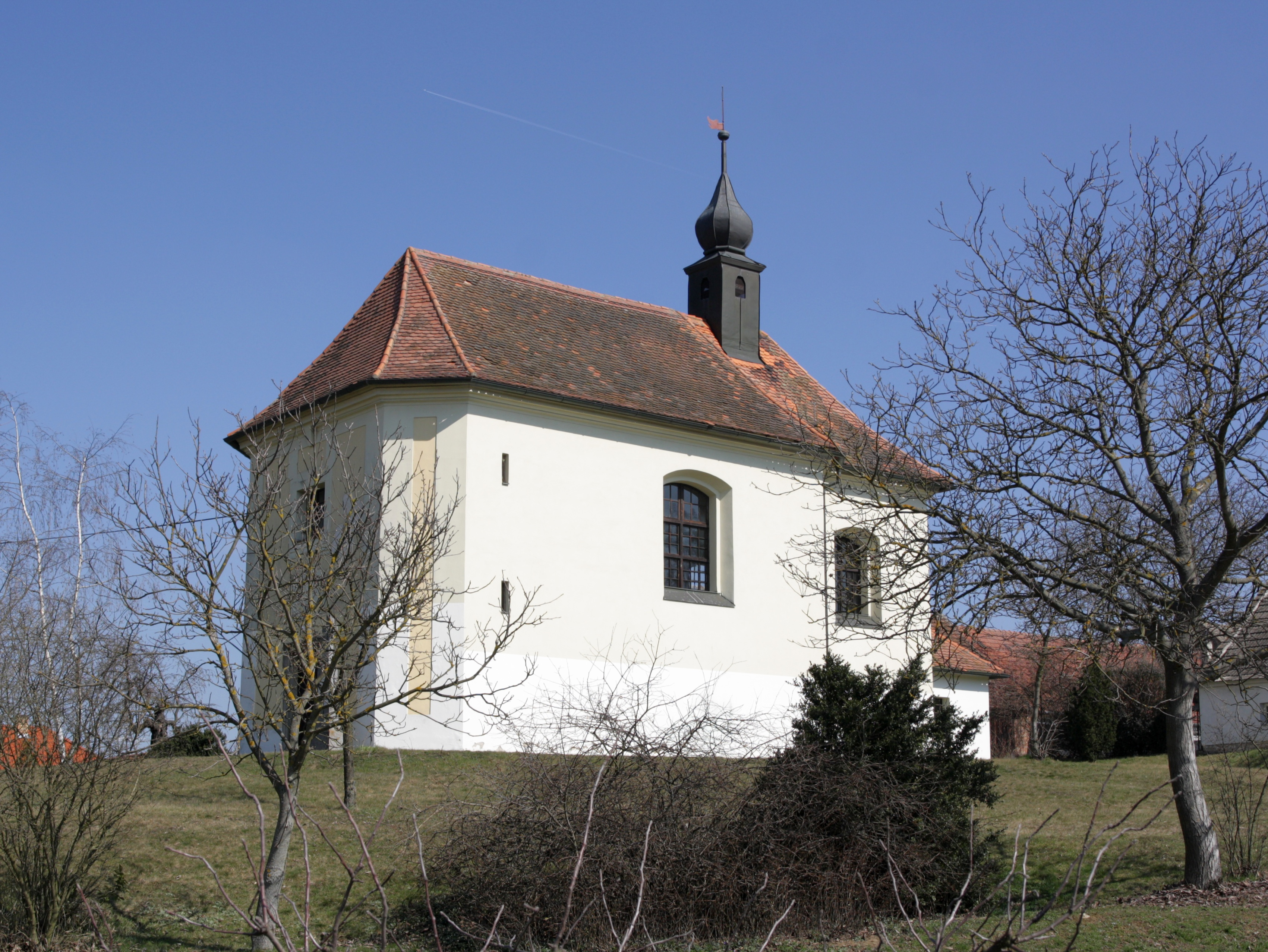
Kapelle des hl. Florian

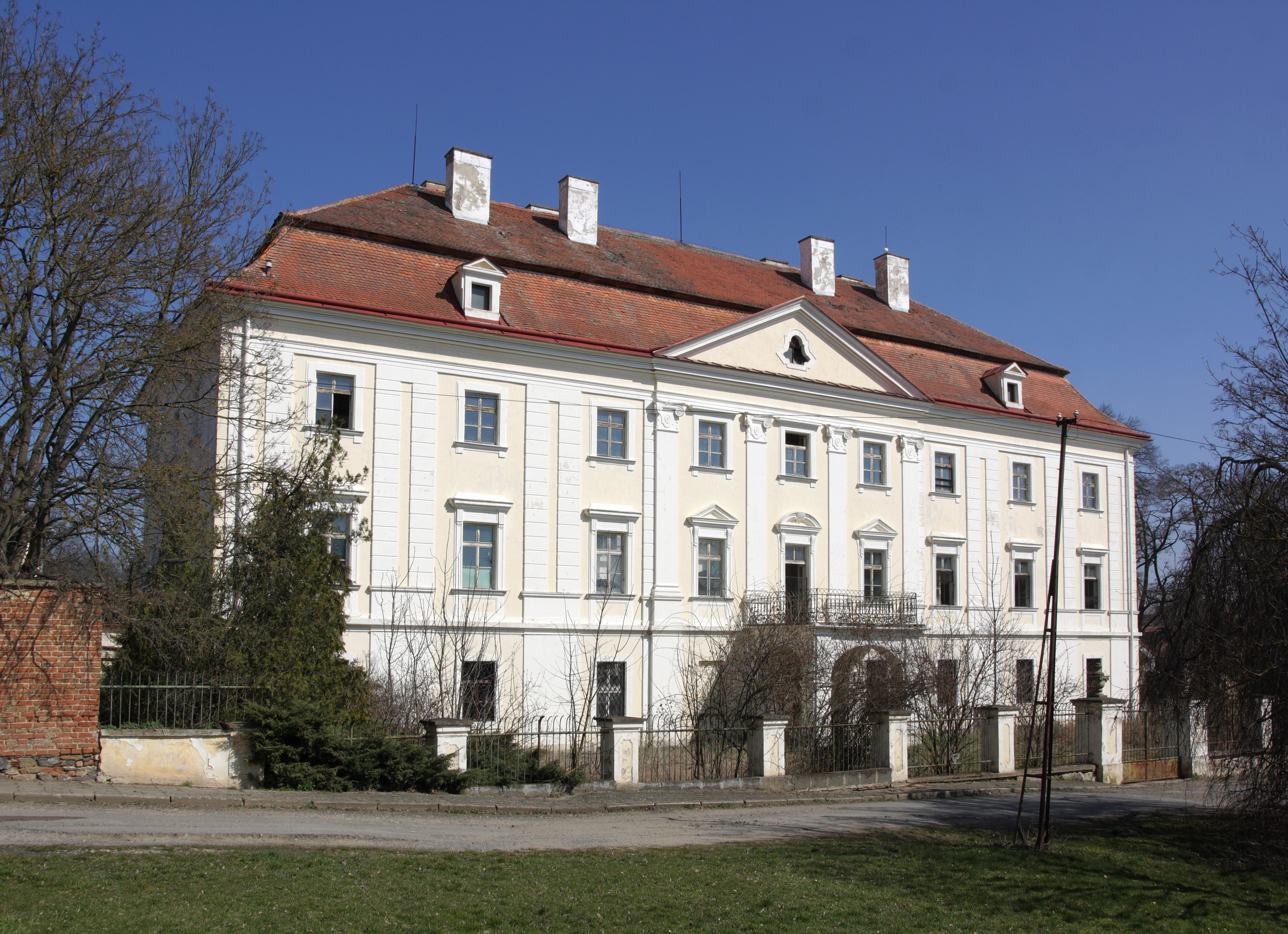
Schloss Tulešice

Tulešice (deutsch Tulleschitz) ist eine Gemeinde in Tschechien. Sie liegt acht Kilometer westlich von Moravský Krumlov und gehört zum Okres Znojmo.

## Geographie
Tulešice befindet sich in der Jevišovická pahorkatina (Jaispitzer Hügelland), das Dorf liegt linksseitig der Rokytná an deren Zufluss Tulešický potok. Im Osten erhebt sich der Pipele (331 m n.m.), südlich die Tanárka (391 m n.m.) und im Nordwesten der Strašák (351 m n.m.). Durch den Ort führt die Staatsstraße II/396 zwischen Rouchovany und Dobelice, von der hier die II/392 nach Dukovany abzweigt.
Nachbarorte sind Horní Dubňany und Dolní Dubňany im Norden, Dobřínsko im Nordosten, Moravský Krumlov und Rakšice im Osten, Rybníky, Kuchyňkův Mlýn, Oulehlův Mlýn und Vémyslice im Südosten, Džbánice und Trstěnice im Süden, Čermákovice im Südwesten, Alinkov, Valův Mlýn und Bendův Mlýn im Westen sowie Rešice im Nordwesten.

## Geschichte
Die erste schriftliche Erwähnung des Ortes erfolgte 1240, als der Brünner Kastellan Přibyslav von Křižanov und seine Frau Sibilla dem Heilig-Geist-Spital in Alt Brünn den Zehnt aus Tulešice schenkten. Im Jahre 1366 wurde Johann von Tuleschitz (Jan z Tulešic) als Besitzer genannt. 1446 gehörte das Gut dem Wenzel von Tuleschitz (Václav z Tulešic), er wurde 1439 als Burggraf von Tempelstein erwähnt. Zwischen 1480 und 1493 besaß Niklas von Peč das Gut, zu seinem weiteren Besitz gehörte das Gut Kniebitz. Nachfolgender Besitzer war der böhmische Oberstmarschall Johann von Leipa, der 1525 die Feste, den Hof und das Dorf Tuleschitz sowie die Dörfer Křipic, Mačkovic, Morasic und einen Anteil von Unter Dubnian dem Georg Rechemberg von Želetic landtäflig versichern ließ. Diesen beerbte sein Sohn Peter, der zusammen mit seinem Bruder Johann in der Mitte des 16. Jahrhunderts das väterliche Gut Želetice bei Heinrich Březnický von Náchod gegen Čermákovice eintauschte. Die Brüder Rechemberg vereinigten beide Güter, wobei Čermákovice der Amtssitz wurde. Für den unmündigen Sohn des Peter Rechemberg von Želetic ließ das Landrecht 1573 Heinrich Březnický von Náchod auf die Feste und den Hof Tuleschitz sowie das Dorf Czermakowic intabulieren, dem der Besitzer der Herrschaft Krumlow, Johann von Leipa, 1596 noch das Dorf und die Pfarre Ober Dubnian, das Dorf Dukowan sowie die wüste Burg Rabenstein überschrieb. Um 1615 erbte Georg Graf von Náchod das Gut Tuleschitz, im Jahre 1634 dessen Sohn Leopold Ferdinand. Letzterer verkaufte am 29. Oktober 1668 zunächst das Gut Čermákovice für 4053 Gulden an Johann Kořenský von Terešov und wenig später für 7474 Gulden die während des Dreißigjährigen Krieges verödeten Dörfer Tuleschitz und Ober Dubnian an den mährischen Landesadvokaten Matthäus Isidor Zablatzky, der schließlich auch Čermákovice erwarb. Die Feste und der Hof waren während der schwedischen Einfälle in den Jahren 1642 und 1645 gänzlich ruiniert worden. Zablatzky vererbte 1695 die Güter Tulleschitz und Czermakowitz gemeinschaftlich seinen drei Söhnen. 1704 hinterließ Peter Paul Gabriel Zablatzky sein Drittteil seinen beiden Brüdern; nach dem Tode von Johann Wilhelm Franz Zablatzky wurde 1710 der überlebende Bruder Anton Raphael alleiniger Besitzer. Im Jahre 1700 entstand die Kapelle über dem Dorfplatz. Anton Raphael Zablatzky ließ in Tulleschitz ein Schloss errichten und verlegte 1711 den Amtssitz wieder von Czermakowitz nach Tulleschitz. Während des Ersten Schlesischen Krieges besetzten preußische Truppen das Schloss. In der Mitte des 18. Jahrhunderts entstand eine Wollzeugfabrik, die 1787 einging. Mit Anton Raphaels Sohn Johann erlosch das Geschlecht der Zablatzky von Tulleschitz 1785 im Mannesstamme. Zum Erben hatte er den Sohn seiner Schwester Josepha, Ernst Freiherr von Forgatsch, bestimmt; ihm folgte 1789 sein Bruder Johann Baptist. Nach dem Tode des Friedrich von Forgatsch fielen beide Güter 1828 dessen Vater Ignaz von Forgatsch zu, der sie 1831 testamentarisch seinen minderjährigen Enkeln Wilhelm und Adelheid überschrieb. 1830 starben 17 Einwohner an der Brechruhr.
Im Jahre 1835 umfassten die im Znaimer Kreis gelegenen vereinigen Allodialgüter Tulleschitz und Czermakowitz eine Nutzfläche von 3038 Joch 22 Quadratklafter, von denen 2223 Joch 537 Quadratklafter auf das Gut Tulleschitz entfielen. In den zwei Meierhöfen Tulleschitz und Czermakowitz züchtete die Herrschaft hauptsächlich Schafe. Die herrschaftlichen Wälder wurden von den Forstrevieren Tulleschitz und Czermakowitz bewirtschaftet. In den zugehörigen Dörfern Tulleschitz, Ober Dubnian und Czermakowitz lebten insgesamt 909 mährischsprachige Katholiken. Das Dorf Tulleschitz bzw. Tulešice bestand aus 45 Häusern mit 275 Einwohnern. Haupterwerbsquelle bildete die Landwirtschaft. Das herrschaftliche Schloss mit der Schlosskapelle der hl. Dreifaltigkeit, das Amtshaus und das herrschaftliche Brauhaus waren von einem Obst-, Küchen- und Ziergarten von knapp 14 Joch umgeben, in dem eine 1680 gepflanzte mächtige Linde stand. Nordwestlich schloss sich daran der herrschaftliche Meierhof mit Schafstall und Wirtschaftsgebäuden an. Im Ort gab es zudem die Kapelle des hl. Florian, die Gebäude der ehemaligen Wollzeugfabrik, ein emphyteutisch verkauftes Wirtshaus und ein verpachtetes Branntweinhaus. Abseits, an der Rokytná, lag die Steinmühle bzw. Podskaler Mühle. Pfarr- und Schulort war Ober Dubnian.  Im Jahre 1843 verkaufte die Familie von Forgatsch die Güter an Anton von Holling. Bis zur Mitte des 19. Jahrhunderts blieb Tulleschitz der Amtssitz der vereinigten Güter Tulleschitz und Czermakowitz.  
Nach der Aufhebung der Patrimonialherrschaften bildete Tulešice / Tulleschitz ab 1849 eine  Gemeinde im Gerichtsbezirk Kromau. Ab 1869 gehörte das Dorf zum Bezirk Mährisch Kromau. Zu dieser Zeit hatte Tulešice 329 Einwohner und bestand aus 47 Häusern. In der zweiten Hälfte des 19. Jahrhunderts besaßen die Grafen Serényi sowie die Familie Dormitzer die Grundherrschaft Tulešice; im Jahre 1903 erwarb Robert Salomon Goldschmidt auf Taikowitz den Besitz. Im Jahre 1900 lebten in Tulešice 347 Personen; 1910 waren es 363. Nach dem Ersten Weltkrieg zerfiel der Vielvölkerstaat Österreich-Ungarn, die Gemeinde wurde 1918 Teil der neu gebildeten Tschechoslowakischen Republik. Beim Zensus von 1921 lebten in den 64 Häusern der Gemeinde 346 Personen, davon 335 Tschechen und 8 Deutsche. Im Jahre 1930 bestand Tulešice aus 79 Häusern und hatte 385 Einwohner. 1936 kaufte der Brünner Baumeister Stanislav Neděla das Schloss. Nach der deutschen Besetzung wurde die Gemeinde 1939 in den Gerichtsbezirk Hrottowitz und den Kreis Mährisch Budwitz umgegliedert; bis 1945 gehörte Tulešice / Tulleschitz zum Protektorat Böhmen und Mähren. Nach dem Kriegsende erfolgte die Wiederherstellung der alten Bezirksstrukturen. Im Jahre 1950 hatte Tulešice 336 Einwohner. Im Zuge der Gebietsreform und der Aufhebung des Okres Moravský Krumlov wurde die Gemeinde am 1. Juli 1960 dem Okres Znojmo zugewiesen. Das Schloss diente in der zweiten Hälfte des 20. Jahrhunderts zunächst als Altenheim, danach bis 2001 als Behindertenheim. Beim Zensus von 2001 lebten in den 96 Häusern von Tulešice 207 Personen.

## Gemeindegliederung
Für die Gemeinde Tulešice sind keine Ortsteile ausgewiesen. Zu Tulešice gehören die Einschichten Kuchyňkův Mlýn und Oulehlův Mlýn.

## Sehenswürdigkeiten
- Schloss Tulešice, erbaut ab 1711 für Anton Raphael Zablatzky an der Stelle der Feste. Im Jahre 1726 wurde es erweitert. Nach dem Abzug der preußischen Truppen ließen die Zablatzky von Tulleschitz das verwüstete Schloss 1743 nach Plänen von Franz Anton Grimm von Grund auf erneuern. Es erhielt zwei Stockwerke mit 18 Zimmern, im Erdgeschoss entstand die der hl. Dreifaltigkeit geweihte Schlosskapelle. Das Schloss ist heute privatisiert und nicht öffentlich zugänglich.
- Speicher auf dem Schlosshof
- Glockenturm, vor der Einfahrt zum Schlosshof
- Schlosspark, nordöstlich des Schlosses am Tulešický potok. In dem 8 ha großen Park befinden sich eine 1680 gepflanzte Linde sowie Statuen des Aktaion, Bacchus und Zeus, der Artemis und Athene.
- St.-Florians-Kapelle, erbaut 1700 von den Brüdern Zablatzky von Tulleschitz auf der Anhöhe am östlichen Ende des Dorfplatzes
- Statue des hl. Johannes von Nepomuk, vor der Kapelle
- Statue in der Flur U kamenného kříže, nordöstlich des Dorfes
- Bildstock, nördlich des Dorfes bei der Straßengabelung nach Horní Dubňany und Dolní Dubňany
- Mehrere Wegkreuze